# LASK Linz
El LASK Linz (pronunciació alemanya: [lask lɪnʦ] ( escolteu-ho)) és un club de futbol austríac de la ciutat de Linz.

## Història
El LASK és el club de futbol més antic de l'estat d'Àustria del Nord. El 1908, Albert Siems, un membre del club d'atletisme fundat el 1899 Linzer Athletik Sportklub Siegfried decidí crear un club de futbol. El club adoptà els colors blanc i negre i el seu primer nom fou Linzer Sportclub. El 14 de setembre de 1919 canvià el seu nom per Linzer Athletik Sport-Klub (també anomenat Linzer ASK o LASK). Des de 1995 el nom oficial del club és LASK Linz. La seva millor temporada fou el 1965, en què guanyà la lliga austríaca (per primer cop obtinguda per un club de fora de Viena), a més de la copa.
L'any 1997, a causa de les pressions públiques, el LASK Linz es fusionà amb el seu rival ciutadà, el FC Linz (conegut amb anterioritat com SK VOEST Linz). Es mantingueren el nom del club, colors i dirigents del LASK.

## Palmarès
- 1 Lliga austríaca de futbol: 1965 (més una el 1974 per al VOEST Linz)
- 1 Copa austríaca de futbol: 1965
- 2 Lliga austríaca de segona divisió: 1979, 1994
- 1 Campionat d'Àustria amateur: 1931
- 13 Lligues d'Àustria del Nord: 1924, 1925, 1926, 1927, 1929, 1930, 1931, 1932, 1936, 1939, 1947, 1948, 1950
- 6 Copes d'Àustria del Nord: 1929, 1931, 1932, 1935, 1937, 1946

## Jugadors destacats
- Besian Idrizaj
- Geir Frigård
- Peter Stöger
- Ivica Vastić
- Markus Weissenberger
- Klaus Lindenberger
- Christian Stumpf